# Боженко, Василий Артемьевич
Боженко Василий Артемьевич (род. 7 февраля 1936, Новорайск) — советский живописец, педагог.

## Биография
Родился 7 февраля 1936 года в селе Новорайск Херсонской области (Украина). В 1963—1968 годах учился в Днепропетровском художественном училище. В 1978 году — закончил художественно-графический факультет Одесского педагогического института.
Долгое время работал в Бериславском педагогическом училище  преподавателем изобразительного искусства. Стал учителем высшей категории. Проживает в Херсоне. Работы художника выставлялись в музеях Киева, Одессы, Херсона, Каховки, Берислава.
Персональные выставки Боженко проходили в Херсоне и Бериславе.
В 1996 году телевидение Украины сняло фильм о жизни и творчестве В.Боженко «Спасибі майстре». Является лауреатом I Всесоюзного фестиваля народного творчества, постоянный участник республиканских и областных выставок.